# Marino Zorzi

Marino Zorzi dózse címere

Marino Zorzi (Velence, 1231 – Velence, 1312. július 3.) a Velencei Köztársaság ötvenedik dózséja volt. Elődjének, Pietro Gradenigónak 1311 augusztus 13-án bekövetkezett halála után a városi tanács egy szenátort, Stefano Giustiniant választott dózsénak. Ebben az időben Velence a ferrarai háborúk miatt egyházi átok alatt állt, a Tiepolo-féle összeesküvés még éreztette hatását, ezenkívül az 1310 július 10-én megalapított Tízek Tanácsának hatalma egyre nőtt.

## Élete
Giustinian úgy érezte nem tud megbirkózni a súlyos bel- és külpolitikai problémákkal, ezért visszautasította a megbízást és kolostorba vonult. Ezek után 1311 augusztus 23-án a nyolcvanéves Marino Zorzit választották meg. Zorzi mélyen vallásos és jámbor ember volt, aki csak vonakodva fogadta el a felajánlott tisztséget. Valószínűleg pont jámborsága és vallásossága miatt választották meg, a város elöljárósága abban reménykedhetett, hogy így könnyebb lesz elérni V. Kelemen pápánál az egyházi átok feloldását. Zorzi, aki Agneta Querinivel kötött házasságot korábban nem futott be komolyabb politikai karriert. A forrásokban csak arról vannak feljegyzések, hogy egyszer Rómában járt követségben. Zorzi nem egészen tizenegy hónapig tartó uralmát arra használta fel, hogy segítsen a rászorultakon és elsimítsa a városban lévő ellentéteket. A pápánál nem sikerült elérnie az egyházi átok feloldását, aminek politikai okai voltak, ezenkívül súlyos gondokat okoztak a Zárában és Dalmácia más területein kirobbant lázongások, amelyek mögött valószínűleg Baiamonte Tiepolo állt. Uralkodásának ideje alatt extrém időjárási jelenségek is komoly károkat okoztak a városban. A nehézségek ellenére Zorzi nagyon népszerű volt a lakosság körében. 1312 július 3-án halt meg, és a Santi Giovanni e Paolo-templom kolostorában temették el, kérésére jelöletlen sírban. A sír helyét titokban tartották, mert attól tartottak, hogy a lakosok kihantolják a testet és elhordják ereklyének.
| Előző uralkodó: Pietro Gradenigo | Velencei dózse 1311-1312 | Következő uralkodó: Giovanni Soranzo |